# Hsu Nien-tseng
Hsu Nien-tseng 许念曾  fue un diplomático de carrera chino.
Hsu Nien-tseng fue Bachelor of Arts de la Aurora University, Shanghái; Master of Laws y Philosophiæ doctor en Economía política de la Universidad de París. 
Desde 1912, se ha desempeñado sucesivamente como un miembro del personal del Ministerio de Educación, Canciller de la legación china en París, Agregado de la Legación de China en Dinamarca, Tercer Secretario de la Legación de China en Suecia, Segundo Secretario de la Oficina de la China Delegación en la Sociedad de Naciones, Vicejefe de Sección en el Ministerio de Asuntos Exteriores de Pekín, el Jefe de Sección en el Ministerio de Relaciones Exteriores del Gobierno Nacional de Nankín, Subdirector del Departamento del Ministerio de Asuntos Exteriores asiático, cónsul general] en Jabárovsk, Profesor de la Universidad de Pekín y la Universidad Central de Nankín. 
En 1936 fue cónsul general en Hanói en Indochina francesa.
El 7 de septiembre de 1943 fue designado embajador en El Cairo donde quedó acreditado entre el 8 de enero de 1944 y el 8 de marzo de 1947. Salé El Cairo el 28 de enero de 1946.
Del 31 de enero de 1947 al 13 de abril de 1949 fue embajador en Kabul.

## Obra
- ficción du Droit International Public

.